# Compagnia svedese delle Indie orientali
La Compagnia svedese delle Indie orientali (in svedese: Svenska Ostindiska Companiet o SOIC) venne fondata a Göteborg nel 1731 con l'obiettivo di svolgere commerci con l'estremo Oriente. L'idea fu ispirata dal successo della Compagnia olandese delle Indie orientali e della Compagnia britannica delle Indie orientali; essa crebbe fino a diventare la più grande compagnia di commerci di Svezia del XVIII secolo, fino a cessare di esistere nel 1813.

## Antefatti
Le ragioni per la fondazione della compagnia hanno origine più di un secolo prima. Fin dal 1626, infatti, l'olandese Willem Usselincx ottenne i privilegi reali da parte del sovrano di Svezia per fondare una compagnia che svolgesse commerci con l'estremo Oriente. Nonostante ciò, a causa delle guerre in atto a quel tempo nessuna nave riuscì a partire per la sua destinazione. Un altro tentativo coinvolse un gruppo di pirati del Madagascar, che pensavano di spostare la propria base in Svezia. Essi offrirono una solida base finanziaria e i negoziati con il re Carlo XII avevano raggiunto un buon livello durante la campagna del sovrano contro la Norvegia, ma quando il re morì tutto si bloccò e non se ne fece più nulla (1718).
Dopo la Grande guerra del Nord la Svezia era economicamente prostrata e il commercio veniva visto come una possibilità per ricostruire il paese. Quest'idea era comunque contestata, poiché la Svezia poteva esportare Acciaio e Legname e ad alcuni pareva uno spreco scambiare tali materie prime con tè e porcellana. Anche la nascente industria tessile svedese era timorosa del commercio, così che la nuova società promise di astenersene.
Una nuova compagnia che avesse lo scopo di intromettersi nei lucrosi affari delle grandi potenze europee (principalmente la Francia e la Gran Bretagna) non era facile da costruire da zero, ma un decisivo aiuto venne dal regime di monopolio accordato a tali compagnie e dai mercanti scozzesi ed inglesi che erano stati lasciati fuori dalla Compagnia britannica delle Indie orientali, i quali erano ben felici di avere la loro parte di commerci finanziando la nuova compagnia svedese.

## La nascita del SOIC

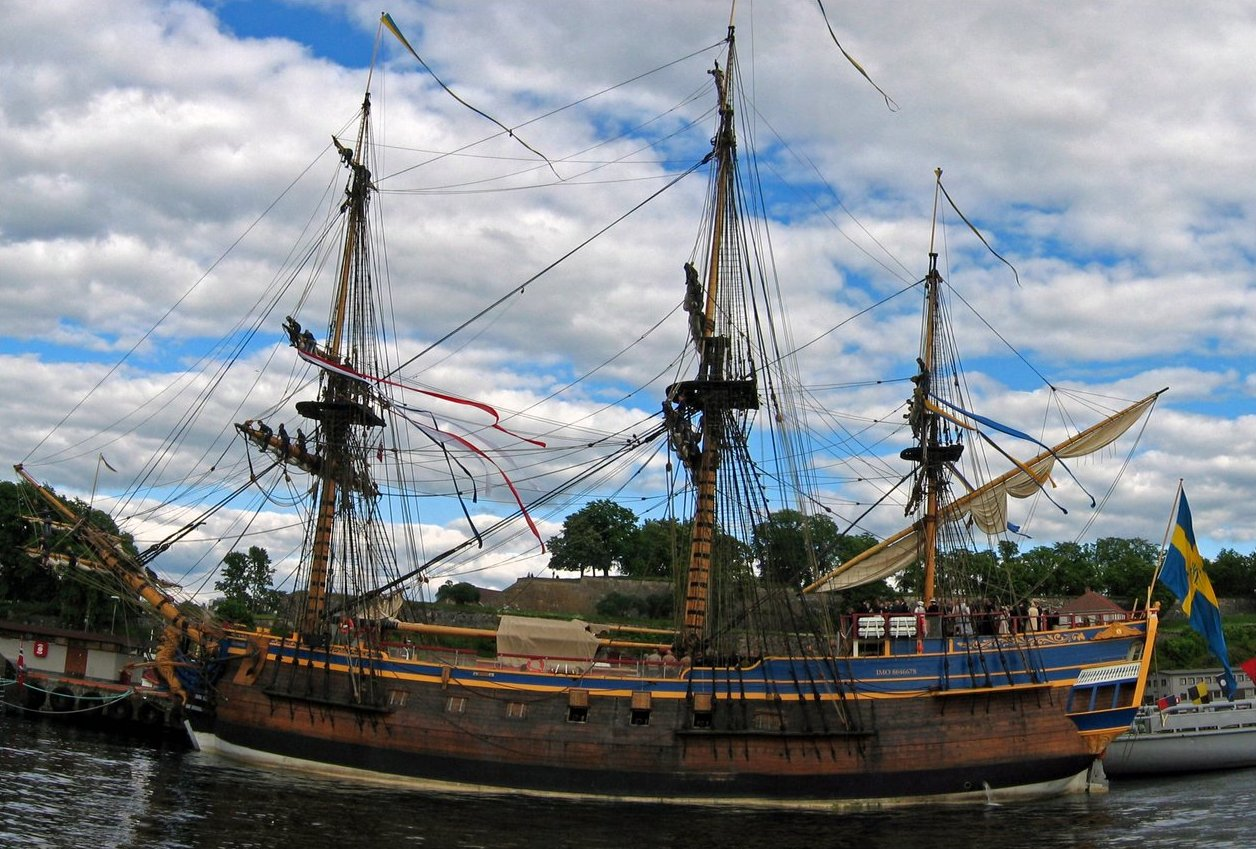
La Göteborg (una nave per il commercio con l'India) nel porto di Oslo il 10 giugno 2005, in occasione del centenario dello scioglimento dell'unione fra la Svezia e la Norvegia; la nave è una copia di un vascello del XVIII secolo.

Nel 1729 il mercante scozzese Colin Campbell fondò una compagnia con lo svedese Henrik König, dopo aver precedentemente discusso l'idea con Nicolaus Sahlgren. La reazione del governo svedese fu riluttante: il fallimento di una compagnia simile basata ad Ostenda, nei Paesi Bassi Meridionali (allora controllati dall'Impero austriaco), era di cattivo augurio. König però portò il problema all'attenzione del parlamento svedese ed ebbe successo, ottenendo i privilegi reali per la compagnia il 14 gennaio 1731, inizialmente per un periodo di 15 anni. Fra i termini dell'accordo:
- il monopolio di tutti i commerci ad est del Capo di Buona Speranza;
- tutte le partenze e gli arrivi sarebbero avvenuti dal porto di Göteborg;
- lo stato svedese avrebbe avuto 100 riksdaler più le tasse su ogni bastimento;
- il carico sarebbe stato venduto all'asta non appena giunto in porto;
- la compagnia poteva usare tutte le navi che voleva, ma esse dovevano venire costruite ed equipaggiate in Svezia;
- le navi dovevano battere bandiera svedese ed avere carte nautiche svedesi;
- la compagnia aveva il diritto di emettere azioni per finanziare i propri commerci;
- i beni e i rifornimenti di cui abbisognava la compagnia erano esenti dalla dogana svedese;
- gli ufficiali della compagnia avevano la stessa autorità degli ufficiali navali svedesi;
- l'equipaggio imbarcato sulle navi della compagnia era esentato dal servizio militare;
- la compagnia aveva il diritto di difendere se stessa, rispondendo con la violenza alla violenza;
- la compagnia aveva il diritto di mantenere il segreto sulle sue finanze e sugli azionisti.

Le ragioni dell'ultima clausola erano sia interne che esterne: prima di tutto ai cittadini britannici era vietato svolgere commerci in Asia, inoltre all'interno della Svezia in molti sospettavano che gli stranieri stessero derubando le ricchezze svedesi; con questa clausola l'anonimato veniva garantito. Anche la gelosia dei mercanti che non facevano parte della compagnia giocò un ruolo, così che si arrivò a bruciare i libri contabili dopo che essi erano stati riveduti e vistati, ottenendo così il più rigoroso segreto sugli affari della compagnia.
La lettera con cui venivano concessi i privilegi venne tradotta in francese ed in latino e distribuita a tutte le principali potenze. La loro reazione fu negativa: esse fecero chiaramente capire che la nuova compagnia non era assolutamente la benvenuta. L'ambasciatore svedese a Londra addirittura non osò presentare la lettera al governo britannico. Le richieste di ottenere assistenza presso le loro basi navali, se necessaria, non ottennero nemmeno risposta.

## La prima spedizione
La forza trainante della compagnia fu Colin Campbell, nominato cavaliere dal re svedese e mandato a Göteborg per organizzare la prima spedizione. Essa partì il 9 febbraio 1732 sulla nave Friedericus Rex Sueciae, con a bordo Campbell in qualità di ambasciatore presso la corte cinese. Il capitano era Georg Herman di Trolle, che come Campbell era già stato in Cina precedentemente. L'equipaggio era composta da circa cento uomini.
La spedizione partì senza alcun problema: dopo aver doppiato il Capo di Buona Speranza ed essere arrivati a Canton, il principale porto commerciale della Cina dell'epoca, vennero caricati i beni da commerciare. Durante il viaggio di ritorno, la nave venne fermata dagli olandesi fra Giava e Sumatra, per poi essere portata a Batavia (l'odierna Giacarta). Campbell protestò e mostrò le carte nautiche, ma gli olandesi risposero che essi avevano sospettato che il vascello battesse bandiera svedese senza averne il diritto. La spedizione venne infine lasciata andare, ma era stato perso tempo prezioso ed ora i venti erano sfavorevoli. Gran parte dei componenti dell'equipaggio morì durante la traversata, in numero tale che fu necessario reclutare marinai norvegesi non appena vennero raggiunte le coste di quel paese.
Il 27 agosto 1733 la nave rientrò a Göteborg, circa un anno e mezzo dopo la sua partenza. Il viaggio era economicamente stato un grandissimo successo, con un guadagno di circa 900.000 riksdaler ed un dividendo pari al 25% del capitale.

## Spedizioni successive
Durante tutta la sua esistenza, la compagnia effettuò 132 spedizioni. Di queste 8 andarono perdute, totalmente o parzialmente. Probabilmente la perdita più dolorosa fu quella della nave "Götheborg" nel 1745, quando essa affondò nei pressi della fortezza di Älvsborg, all'imbocco del porto di Göteborg dopo aver compiuto senza problemi il viaggio di andata e ritorno verso la Cina. Benché molti libri contabili vennero bruciati, resta evidente che la compagnia facesse enormi profitti e che numerosi svedesi si siano arricchiti in quegli anni grazie ad essa.
Le navi esportavano principalmente ferro, sia sotto forma di barre che lavorato (come asce, ancore, acciaio, ecc...), rame e legname. Le spedizioni si fermavano brevemente a Cadice, in Spagna, dove commerciavano i propri prodotti per acquistare argento. I beni importati riguardavano invece principalmente il tè, gran parte del quale veniva poi ri-esportato e contrabbandato in Inghilterra ad un prezzo inferiore a quello cui veniva venduto dal monopolio di stato in quel paese. Un altro bene importato era la porcellana, il cui valore era circa il 5% dell'intero valore delle spedizioni della compagnia. Nel corso degli anni si stima che siano state importati circa 50 milioni di pezzi di porcellana dalla Cina.
Solitamente una spedizione andata a buon fine poteva portare ad un guadagno di circa il 25-30% del capitale investito, ma si raggiunse anche il 60%. Molto dipendeva dai mercanti e dal capitano: i mercanti dovevano concludere un gran numero di accordi favorevoli mentre il capitano aveva il difficile compito di effettuare il viaggio senza ostacoli e nel minor tempo possibile. Le navi erano lunghe circa 50 metri e trasportavano alcune decine di fucili a scopo di autodifesa. L'ultimo bastimento tornò a Göteborg nel marzo del 1806 e, anche se la compagnia aveva ottenuto un prolungamento dei diritti fino al 1821, essa cessò di esistere nel 1813.

## Organizzazione
La Compagnia svedese delle Indie orientali era formata da un consiglio dei direttori. Dal 1731 al 1813 questi consigli si sono susseguiti tra le cinque licenze di esercizio della compagnia, concesse dal governo svedese e che permettevano alla compagnia di avere una serie di privilegi.

### La prima licenza d'esercizio (1731-1746)
Secondo la prima licenza di esercizio della Compagnia (valida nel periodo 1731-1746) il consiglio dei direttori doveva essere composto da almeno tre membri. Il primo consiglio, nel 1731, era composto da:
- Henrik König (1686-1736), commissario, di Stoccolma
- Colin Campbell (1686-1757), Kommerseråd, di Göteborg
- François Bedoire (1690-1742)

Bedoire abbandonò la compagnia già nel 1732. Negli anni successivi entrarono a far parte:
- dal 1732 Volrath Tham (1687-1737), giudice, di Göteborg
- dal 1733 Nicolaus Sahlgren (1701-1766), Kommerseråd, di Göteborg
- dal 1737 Hugh Campbell, nato e morto in Inghilterra, mercante, di Göteborg
- dal 1737 Charles Pike (-1741), mercante, di Göteborg
- dal 1737 Theodore C. Ankarcrona (1687-1750), ammiraglio e governatore di contea, di Stoccolma.

Nel corso della prima licenza furono svolte 25 spedizioni, con dodici navi. Di queste dodici navi ben tre affondarono e tra queste tre la più famosa è la “Götheborg I”, che tornando a casa nel 1745 si incagliò a Hunnebådan.

### La seconda licenza di esercizio (1746-1766)
Durante la seconda licenza di esercizio (valida nel periodo 1746-1766) il numero dei membri nel dei direttori salì a sette. Tra i direttori precedenti erano rimasti Colin Campbell, Nicolaus Sahlgren e Teodor Ankarcrona. I nuovi direttori invece furono dal 1746:
- Magnus Lagerstrom, ex segretario della compagnia,
- Anders Plomgren (1700-1766), imprenditore e Kommerseråd, di Stoccolma
- Abraham Grill (1707-1763), mercante, di Göteborg (si riferisce in più, per dovere di cronaca, che ci sono ben 7 fonti diverse che affermano diversi anni di morte di Abraham Grill, che vanno dal 1763 al 1768)
- Carl Broman (1703-1784), governatore

A loro si sono aggiunti:
- dal 1750 Rutger Axel Sparre (1712-1751), conte e maresciallo dell'economia
- dal 1751 Claes Grill (1705-1767), Kommerseråd, di Stoccolma
- dal 1753 Jacob Jeansson von Utfall (1715-1791), proprietario terriero, di Nääs
- dal 1757 Gustaf Kierman (1702-1766), sindaco di Stoccolma, di Stoccolma
- dal 1757 John Wilson, mercante, di Göteborg
- dal 1760 Jean Henry Le Febure (1708-1767), proprietario di una fabbrica, di Gimo
- dal 1760 Herman Petersén (1713-1765), Kommerseråd, di Stoccolma
- dal 1762 Theodore Peter König (1718-1802), proprietario terriero, di Stoccolma
- dal 1763 Nils Ström, proprietario di una fabbrica, di Göteborg

Nel corso della seconda licenza di esercizio sono state effettuate 35 spedizioni con tredici navi. Solo una nave tra queste è affondata, era la “Principe Friederic Adolph”, affondata nel 1761. Su questa nave era presente anche Jean Abraham Grill in qualità di proprietario del carico. Secondo il suo racconto, egli riuscì a salvare, oltre a sé stesso, solo il suo libro di preghiere e la sua pipa.

### La terza licenza di esercizio (1766-1786)
Durante la terza licenza di esercizio (1766-1786) la vecchia generazione di dirigenti era ormai scomparsa. L'attenzione si era trasferita a Stoccolma, i nuovi direttori furono:
- dal 1766 Fabian Löwen (1699-1773), barone e colonnello, di Häringe
- dal 1766 Robert Finlay (1719-1785), Kommerseråd, di Stoccolma
- dal 1766 Georg Henrik Conradi (1718-1795), Kommerseråd, di Stoccolma
- dal 1766 Michael Grubb (1728-1808), Kommerseråd
- dal 1770 Carl Gottfried Küsel (1729-1808), mercante, di Stoccolma
- dal 1770 Johan Abraham Grill (1719-1799), Kommerseråd, di Stoccolma
- dal 1770 Jacob Schutz (1709-1772), sindaco, di Göteborg
- dal 1773 Fredrik Carl Scheffer (1715-1786), conte e consigliere privato del re di Svezia, di Stoccolma
- dal 1773 Gustaf Tham (1724-1781), mercante, di Göteborg
- dal 1773 Johan Frederick Ström (1731-1781), Kommerseråd, di Göteborg
- dal 1776 David af Sandeberg (1726-1778), mercante, di Göteborg
- dal 1777 Patrick Alströmer (1733-1804), barone e Kommerseråd, di Göteborg
- dal 1777 Andreas Anderson (1745-1809), mercante, di Göteborg
- dal 1777 Martin Holterman (1715-1793), mercante, di Göteborg
- dal 1781 Johan Liljencrantz (1730-1815), conte, presidente del Consiglio del Commercio Nazionale Svedese e presidente della Tesoreria dello Stato Svedese, di Stoccolma

Nel corso della terza licenza di esercizio furono svolte 38 spedizioni con dieci navi diverse. Nessuna di queste navi è naufragata.

### La quarta licenza di esercizio (1786-1806)
Nel 1782 il Re chiese al consiglio dei direttori che vi era allora di accettare una nuova licenza per 20 anni. Sei dei direttori, quindi la maggioranza, espressero il desiderio di farlo. Cinque direttori rimasero nel consiglio anche dopo l'entrata in vigore, nel 1786, della quinta licenza di esercizio. Questi cinque erano: Martin Holterman, Carl Gottfried Küsel, Johan Liljencrantz, John Abraham e Patrick Grill Alströmer. Invece, i nuovi direttori erano:
- dal 1786 Anders Arfwedson (1736-1809), mercante, di Göteborg
- dal 1786 Martin Törngren (1735-1799), mercante, di Göteborg
- dal 1789 Johan (Jean) Abraham Grill (1736-1792), proprietario di una fabbrica, di Godegård
- dal 1793 William Chalmers (1748-1811), Kommerseråd, di Göteborg
- dal 1798 Olof Lindahl (1747-1801), mercante, di Göteborg
- dal 1798 Jonas Tranchell (1740-1809), mercante, di Göteborg
- dal 1799 Lauren Tarras (1760-1817), mercante, di Göteborg
- dal 1799 Simon Bernard Hebbe (1726-1803), Kommerseråd, di Stoccolma
- dal 1799 Christian Adolf König (1724-1803), mercante, di Stoccolma
- dal 1799 Carl Erik Lagerheim (1742-1813), barone e presidente della Tesoreria dello Stato, di Stoccolma
- dal 1799 Martin Hagbohm (1749-1818), mercante, di Stoccolma
- dal 1799 Sven Olof Rosenberg (1760-1842), mercante, di Marstrand.

Durante la quarta licenza sono state condotte 31 missioni, con dodici navi. Tre di queste navi furono distrutte. Il reddito della Compagnia, in quel periodo, diminuì anche per colpa di una maggiore concorrenza dell'Impero Inglese, dell'Impero Francese e di quello Olandese, che aveva ripreso il suo commercio con le Indie Orientali dopo la guerra in America. Nel 1803 inviarono l'ultima spedizione svedese. Al termine della quarta licenza di esercizio la compagnia, che prima era stata una tra le maggiori società per azioni di tutta la Svezia, era ormai quasi in bancarotta.

### La quinta licenza di esercizio (1806-1813)
La vecchia organizzazione della compagnia nel 1806 era stata modificata, e i vecchi direttori erano stati sostituiti da altri nuovi. Era nata in più una forma di società molto più simile a quella della Compagnia Britannica. Nella prima assemblea generale degli azionisti era stato nominato un nuovo consiglio dei direttori, che sarebbe stato governato da un Presidente residente a Stoccolma e formato da tre membri residenti a Stoccolma e un membro residente a Göteborg. Durante la quinta licenza di esercizio non fu inviata nessuna spedizione e alla fine, nel 1813, la compagnia andò in bancarotta. Sin dal 1806 il nuovo consiglio dei direttori era formato da:
- Samuel af Ugglas (1750-1812), conte, governatore di Stoccolma, presidente del Consiglio del Commercio Nazionale Svedese e presidente del consiglio dei direttori, di Stoccolma
- David Schinkel (1743-1807), Kommerseråd, di Stoccolma
- L Reimers P:figlio (1738-1811), Kommerseråd, di Stoccolma
- Hans Niklas Schwan (1764-1829), politico, di Stoccolma
- Niklas Björnberg (1758-1829), Kommerseråd, di Göteborg

A loro poi furono aggiunte le seguenti persone:
- Carl Abraham Arfwedson j:r (1774-1861), Kommerseråd, di Stoccolma
- Bengt Harder Santesson (1776-1861), Kommerseråd, di Göteborg
- Carl Adolph Grevesmühl, commerciante di mobili, di Stoccolma
- Bengt Gustaf Ingelman (1774-1853), responsabile di un magazzino, di Göteborg.[1]